# Ceraso
Ceraso ist eine italienische Gemeinde mit 2214 Einwohnern (Stand 31. Dezember 2023) in der Provinz Salerno in der Region Kampanien. Der Ort liegt an der Grenze des Nationalparks Cilento und Vallo di Diano, und ist Teil der Comunità Montana Zona del Gelbison e Cervati.

## Geografie
Die Nachbargemeinden sind Ascea, Castelnuovo Cilento, Cuccaro Vetere, Futani, Novi Velia, San Mauro la Bruca und Vallo della Lucania. Die Ortsteile sind Massascusa, Metoio, Petrosa, San Biase und Santa Barbara. Die kleinsten Ortsteile sind San Nicola, San Sumino, Serre und ein Vorort vom Ortsteil Petrosa.